# Ravenna (provins)
Ravenna är en provins i regionen Emilia-Romagna i Italien. Ravenna är huvudort i provinsen. Provinsen bildades när Kungariket Sardinien 1859 annekterad området från Kyrkostaten.

## Världsarv i provinsen
- Tidiga kristna monument i Ravenna världsarv sedan 1996.

## Administrativ indelning
Provinsen Ravenna är indelad i 18 comuni (kommuner). Alla kommuner finns i lista över kommuner i provinsen Ravenna.

## Geografi
Provinsen Ravenna gränsar:
- i norr mot provinsen Ferrara
- i öst mot Tyrrenska havet
- i syd mot provinserna Forlì-Cesena och Florens

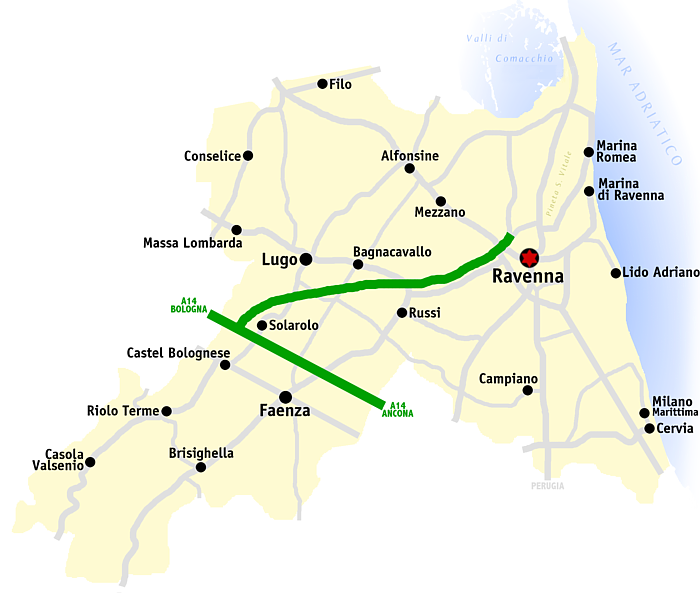
Karta över provinsen

- i väst mot provinsen Bologna